# Jules Rouch
Pour les articles homonymes, voir Rouch.
Jules Alfred Pierre Rouch, également connu sous le nom de plume Clément Alzonne, né le 24 mai 1884 à Marseille et mort le 10 mars 1973 à Monaco, est un officier de marine, explorateur, météorologue, océanographe et auteur français, spécialiste des terres polaires.

## Biographie
Fils d'un commis principal des postes, après des études au lycée de Tulle puis de Rochefort (1900), il devient élève de Julien Thoulet à l’École navale (1901-1903).  C'est donc en tant qu'élève qu'il prend part, en 1902, à la croisière du Bougainville qui le mène à la mer du nord. Aspirant de 1re classe (octobre 1904) il embarque sur les croiseurs Infernet et D'Entrecasteaux à la division de l'Océan Indien et est chargé de faire des sondages entre Madagascar et les Iles de la Réunion et Maurice en vue de la pose d'un câble sous-marin.
Enseigne de vaisseau (octobre 1906), il entreprend sur le Victor-Hugo une croisière qui le mène aux États-Unis puis est mis à la disposition, en octobre 1907 du commandant Charcot en vue d'une mission scientifique au pôle Sud. Il voyage ainsi en Antarctique de 1908 à 1910 avec Charcot à bord du Pourquoi pas ? au cours de laquelle il est chargé de la météorologie, de l'océanographie et de l'étude de l'électricité atmosphérique.
En 1911, il commande l'aviso Chevigné en Afrique occidentale française où il effectue des levées hydrographiques et travaille au balisage des côtes. Second du transport Seine en Méditerranée (1913), en 1914, il participe aux opérations en Adriatique et aux Dardanelles et est promu lieutenant de vaisseau (mai 1915). Il commande alors une canonnière à la 1re flottille de canonnières fluviales sur le front de Belgique et dans la Somme où il obtient deux citations. 
En 1916, il est envoyé en mission à la 6e armée pour y organiser le Service météorologique dont il est nommé chef en novembre 1916 puis, en 1918, est nommé chef du Service de la météorologie nautique. Il reçoit en avril 1918 un témoignage ministériel de satisfaction pour son efficacité dans l'utilisation de la météorologie pour améliorer les tirs d'artillerie. 
Il devient ensuite professeur de météorologie à l'école d’aérostation de Rochefort de 1919 à 1922 ainsi que de météorologie, de navigation et d'hydrographie à l’École navale (1920) et reçoit en 1921 la médaille d'or de la Société de géographie de Paris pour ses travaux sur la météorologie marine. 
Capitaine de corvette (février 1922), il est nommé commandant de La vaillante à Brest et de la 2e escadrille de dragage à la mission hydrographique de l'Atlantique et mérite deux témoignages de satisfaction en 1923 et 1924 pour avoir mis au point une méthode de dragage hydrographique. Officier d'ordonnance du ministre (1925, sous-chef du cabinet militaire, capitaine de frégate (septembre 1925), il sert comme chef d'État-Major de la Marine en Algérie en juin 1926, puis, en 1929-1930, commande la flottille du Rhin. 
Commandant de la marine du Maroc (avril 1930-1932), capitaine de vaisseau (septembre 1933), il est envoyé en 1932 comme attaché naval à Ankara avec autorité sur la Grèce, la Roumanie, la Bulgarie et la Yougoslavie. Membre de la Commission internationale de la météorologie maritime, il prend sa retraite en novembre 1937.
En 1940, professeur à l'Institut océanographique de Paris de 1937 à 1945, il plaide en faveur de l'installation d'un laboratoire d'Océanographie Physique à la station de biologie marine d'Endoume. Il devient ensuite directeur du Musée océanographique à Monaco d'avril 1945 à 1957. 
Président de l'Académie de marine (1944-1945), il était membre de l'Académie des sciences d'outre-mer (1948). Il est le beau-frère de Louis Gain et le père du réalisateur et ethnologue Jean Rouch (1917-2004).

## Œuvres
- Observations météorologiques de la deuxième expédition antarctique française (1911)
- Observations d'électricité atmosphérique de la deuxième expédition antarctique française (1911)
- Observations d'océanographie de la deuxième expédition antarctique française (1911)
- Impressions arctiques (Sn, 1912)
- Notice météorologique sur les côtes de France (1919)
- Conférences de météorologie faites à l'école d'aérostation maritime (1920)
- Préparation météorologique des voyages aériens (1920)
- Le compas de navigation aérienne (Masson, 1921)
- Le Pôle Sud, histoire des voyages antarctiques (Flammarion, 1921)
- Manuel pratique de météorologie (Masson, 1921)
- Manuel d'océanographie physique (1922)
- Pour voyager en paquebot. Guide du passager (Masson, 1923)
- Le Pôle Nord, histoire des voyages arctiques (Flammarion, 1923)
- Pour comprendre la mer (Hachette, 1923)
- Les Méthodes de prévision du temps (Félix Alcan, 1924)
- Chateaubriand explorateur polaire (1925)
- Pour comprendre le ciel et l'atmosphère (Hachette, 1925)
- L'antarctide. Voyage du pourquoi-pas? 1908-1910 (1926)

- Prix Montyon 1928 de l’Académie française
- Les régions polaires (Félix Alcan, Nouvelle collection scientifique, 1927) puis Armand Colin, 1932
- Les Traits essentiels de la géographie humaine (Nathan, 1927)
- La Température et les courants de la mer dans l'Antarctide américaine (1928)
- Le Rhin navigable (1929)
- Un ministre en Afrique du Nord (Pierre Roger, 1929)
- Orages et tempêtes dans la littérature (Société d'éditions géographiques, 1929)
- Le Maroc maritime français (Institut scientifique chérifien, 1931)
- L'atmosphère et la prévision du temps (Armand Colin, 1931)
- Istanbul (Nathan, 1936)
- L'Algérie (Nathan, 1937, réédité en 1946)
- La mer (Flammarion, Bibliothèque de philosophie scientifique, 1939)

- Prix Montyon 1942 de l’Académie française
- Observations océanographiques de surface dans l'océan Atlantique et en Méditerranée (1940)
- Météorologie et physique du globe (vol.1) : Météorologie nautique (Société d'éditions géographiques, maritimes et coloniales, 1940)
- Météorologie et physique du globe (vol.2) : Physique des mers (Société d'éditions géographiques, maritimes et coloniales, 1941)
- Note sur les échantillons d'eau de mer recueillis dans l'Océan Indien austral par l'aviso Bougainville (1941)
- Traité d'océanographie physique (1942)
- La Méditerranée (Flammarion, Bibliothèque de philosophie scientifique, 1946)
- La Densité de l'eau de mer et les courants au voisinage de Monaco (1950)
- Le Canal de Panama (1950)
- La Corse (Nathan, 1951)
- Vagues et houles (1951) (avec Pierre Fleury)
- Les mers polaires (Flammarion, Bibliothèque de philosophie scientifique, 1954)
- Mers à marées, mers sans marées (1955)
- Bouteilles à la mer (Scientia, 1956)
- Histoire universelle des explorations (Nouvelle Librairie de France, 1956) (avec Paul-Émile Victor et Haroun Tazieff)
- L'Antarctide américaine, étude météorologique (1957)
- Les océans (Armand Colin, 1957)
- Récits et aventures polaires (Nathan, 1948, réédité en 1963 sous le titre Aventures et récits de la conquête des Pôles)
- Les Découvertes océanographiques modernes (1959)
- Les marées (Payot, 1961)